# Соколівська сільська рада (Кропивницький район)
Соколівська сільська рада — колишній орган місцевого самоврядування у Кропивницькому районі Кіровоградської області з адміністративним центром у с. Соколівське.

## Населені пункти
Сільській раді підпорядковані населені пункти:
- с. Соколівське
- с. Липове
- с. Нова Павлівка
- с. Новопетрівка
- с. Черняхівка
- с. Іванівка
- с. Безводня
- с. Карлівка
- с. Ганнинське
- с. Дар'ївка
- с. Назарівка
- с. Оленівка
- с. Вишняківка

## Склад ради
Рада складається з 22 депутатів та голови.

### Керівний склад ради
| ПІБ                       | Основні відомості                                                                             | Дата обрання | Дата звільнення |
| ------------------------- | --------------------------------------------------------------------------------------------- | ------------ | --------------- |
| Миколаєць Яков Григорович | Сільський голова, 1944 року народження, освіта, член Всеукраїнського об'єднання «Батьківщина» | 26.03.2006   | 31.10.2010      |
| Миколаєць Яків Григорович | Сільський голова, 1944 року народження, освіта середня спеціальна, безпартійний               | 31.10.2010   | 24.04.2014      |
| Завірюха Інна Григорівна  | Сільський голова , 1972 року народження, освіта вища , безпартійний                           | 03.11.2014   | 18.12.2016      |
| Звірюха Інна Григорівна   | Сільський голова, 1972 року народження, освіта вища, безпартійний                             | 18.12.2016   | чинний голова   |

Примітка: таблиця складена за даними джерела

## Населення
Згідно з переписом УРСР 1989 року чисельність наявного населення сільської ради становила 2908 осіб, з яких 1311 чоловіків та 1597 жінок.
За переписом населення України 2001 року в сільській раді мешкали 3664 особи.

### Мова
Розподіл населення за рідною мовою за даними перепису 2001 року:
| Мова       | Відсоток |
| ---------- | -------- |
| українська | 91,09 %  |
| російська  | 7,14 %   |
| білоруська | 0,46 %   |
| вірменська | 0,46 %   |
| циганська  | 0,25 %   |
| болгарська | 0,11 %   |
| молдовська | 0,08 %   |
| польська   | 0,05 %   |
| угорська   | 0,05 %   |
| грецька    | 0,03 %   |
| словацька  | 0,03 %   |
| інші       | 0,25 %   |